# Cadre-47/2-Europameisterschaft 1996

Logo CEB (ausrichtender Verband)

Veranstaltungsort: Lorient

Die Cadre-47/2-Europameisterschaft 1996 war das 51. Turnier in dieser Disziplin des Karambolagebillards und fand vom 1. bis zum 5. Mai 1996 in Lorient, im französischen Département Morbihan statt. Es war die 13. Cadre-47/2-Europameisterschaft in Frankreich.

## Geschichte
Seinen zweiten EM-Titel im Cadre 47/2 gewann der Wiener Stephan Horvath. Nervenstark gewann er die jeweils entscheidenden Sätze. So auch im Finale gegen den Essener Martin Horn. Im dritten Satz hatte Horn bereits 56 Punkte, dann hatte er etwas Pech mit dem Lauf der Bälle. Der 57. Punkt blieb sehr knapp aus und Horvath erzielte die restlichen Punkte zum Sieg. Ihre ersten internationalen Medaillen im Cadre 47/2 sicherten sich der Belgier Peter de Backer und der Niederländer Michel van Silfhout.
Erstmals wurde der dritte Platz nicht mehr ausgespielt. Es gab zwei Bronzemedaillen.

## Modus
Gespielt wurde eine Vor-Qualifikation mit 9 Gruppen à 3 oder 2 Spieler, danach eine Haupt-Qualifikation mit 9 Gruppen à 3 Spielern. Alle Spiele bis 75 Punkte. Davon qualifizierten sich neun Spieler für das Hauptturnier. Diese neun Spieler trafen die auf die sieben gesetzten Spieler in vier Gruppen à 4 Spieler. Die beiden Gruppenbesten qualifizierten sich für die K.o.-Runde. Es wurde auf zwei Gewinnsätze à 100 Punkte gespielt. Endete ein Satz Unentschieden wurden für beide Spieler zwei Satzpunkte gewertet. Stand es nach drei Sätzen Unentschieden wurde ein Entscheidungssatz gespielt. Es wurde ohne Nachstoß gespielt, außer bei einer Partie in einer Aufnahme. Das galt wiederum nicht im Entscheidungssatz. Platz drei wurde nicht mehr ausgespielt. Bei MP-Gleichstand wird in folgender Reihenfolge gewertet:
1. MP = Matchpunkte
2. SP = Satzpunkte
3. GD = Generaldurchschnitt
4. HS = Höchstserie

## Qualifikation

### Vor-Qualifikation
| Abschlusstabelle Gruppe A | Abschlusstabelle Gruppe A | Abschlusstabelle Gruppe A | Abschlusstabelle Gruppe A | Abschlusstabelle Gruppe A | Abschlusstabelle Gruppe A | Abschlusstabelle Gruppe A | Abschlusstabelle Gruppe A | Abschlusstabelle Gruppe A |
| Platz                     | Name                      | MP                        | SP                        | Pkte                      | Aufn.                     | GD                        | BED                       | HS                        |
| ------------------------- | ------------------------- | ------------------------- | ------------------------- | ------------------------- | ------------------------- | ------------------------- | ------------------------- | ------------------------- |
| 1                         | Raimund Knoors            | 4:0                       | 4:0                       | 300                       | 11                        | 27,27                     | 30,00                     | ?                         |
| 2                         | Daniel Abouaf             | 2:2                       | 2:3                       | 203                       | 27                        | 7,51                      | 8,77                      | 40                        |
| 3                         | Yannick Le Gregam         | 0:4                       | 1:4                       | 240                       | 25                        | 9,60                      | –                         | 49                        |

| Abschlusstabelle Gruppe B | Abschlusstabelle Gruppe B | Abschlusstabelle Gruppe B | Abschlusstabelle Gruppe B | Abschlusstabelle Gruppe B | Abschlusstabelle Gruppe B | Abschlusstabelle Gruppe B | Abschlusstabelle Gruppe B | Abschlusstabelle Gruppe B |
| Platz                     | Name                      | MP                        | SP                        | Pkte                      | Aufn.                     | GD                        | BED                       | HS                        |
| ------------------------- | ------------------------- | ------------------------- | ------------------------- | ------------------------- | ------------------------- | ------------------------- | ------------------------- | ------------------------- |
| 1                         | Udo Mielke                | 4:0                       | 4:0                       | 300                       | 37                        | 8,10                      | 10,71                     | ?                         |
| 2                         | Pascal Freville           | 2:2                       | 2:2                       | 269                       | 49                        | 5,48                      | 5,55                      | 25                        |
| 3                         | Tore Fijll                | 0:4                       | 0:4                       | 99                        | 39                        | 2,53                      | –                         | 20                        |

| Abschlusstabelle Gruppe C | Abschlusstabelle Gruppe C | Abschlusstabelle Gruppe C | Abschlusstabelle Gruppe C | Abschlusstabelle Gruppe C | Abschlusstabelle Gruppe C | Abschlusstabelle Gruppe C | Abschlusstabelle Gruppe C | Abschlusstabelle Gruppe C |
| Platz                     | Name                      | MP                        | SP                        | Pkte                      | Aufn.                     | GD                        | BED                       | HS                        |
| ------------------------- | ------------------------- | ------------------------- | ------------------------- | ------------------------- | ------------------------- | ------------------------- | ------------------------- | ------------------------- |
| 1                         | Gerome Galerne            | 4:0                       | 4:1                       | 350                       | 27                        | 12,96                     | 14,28                     | ?                         |
| 2                         | Nikos Gerassimopoulos     | 2:2                       | 2:2                       | 258                       | 31                        | 8,32                      | 7,89                      | 27                        |
| 3                         | Roger van Hoylandt        | 0:4                       | 1:4                       | 218                       | 32                        | 6,81                      | –                         | 26                        |

| Abschlusstabelle Gruppe D | Abschlusstabelle Gruppe D | Abschlusstabelle Gruppe D | Abschlusstabelle Gruppe D | Abschlusstabelle Gruppe D | Abschlusstabelle Gruppe D | Abschlusstabelle Gruppe D | Abschlusstabelle Gruppe D | Abschlusstabelle Gruppe D |
| Platz                     | Name                      | MP                        | SP                        | Pkte                      | Aufn.                     | GD                        | BED                       | HS                        |
| ------------------------- | ------------------------- | ------------------------- | ------------------------- | ------------------------- | ------------------------- | ------------------------- | ------------------------- | ------------------------- |
| 1                         | Eric Castaner             | 4:0                       | 4:2                       | 322                       | 27                        | 11,92                     | 16,66                     | ?                         |
| 2                         | Juan-Carlos Pareras       | 2:2                       | 3:2                       | 267                       | 25                        | 10,68                     | 8,82                      | 75                        |
| 3                         | René Altet                | 0:4                       | 1:4                       | 241                       | 33                        | 7,30                      | –                         | 31                        |

| Abschlusstabelle Gruppe E | Abschlusstabelle Gruppe E | Abschlusstabelle Gruppe E | Abschlusstabelle Gruppe E | Abschlusstabelle Gruppe E | Abschlusstabelle Gruppe E | Abschlusstabelle Gruppe E | Abschlusstabelle Gruppe E | Abschlusstabelle Gruppe E |
| Platz                     | Name                      | MP                        | SP                        | Pkte                      | Aufn.                     | GD                        | BED                       | HS                        |
| ------------------------- | ------------------------- | ------------------------- | ------------------------- | ------------------------- | ------------------------- | ------------------------- | ------------------------- | ------------------------- |
| 1                         | Simon Dallenbach          | 4:0                       | 4:0                       | 300                       | 32                        | 9,37                      | 11,53                     | ?                         |
| 2                         | Milan Bocek               | 2:2                       | 2:3                       | 285                       | 38                        | 7,50                      | 7,53                      | 41                        |
| 3                         | Alain Le Garrec           | 0:4                       | 1:4                       | 235                       | 43                        | 5,46                      | –                         | 29                        |

| Abschlusstabelle Gruppe F | Abschlusstabelle Gruppe F | Abschlusstabelle Gruppe F | Abschlusstabelle Gruppe F | Abschlusstabelle Gruppe F | Abschlusstabelle Gruppe F | Abschlusstabelle Gruppe F | Abschlusstabelle Gruppe F | Abschlusstabelle Gruppe F |
| Platz                     | Name                      | MP                        | SP                        | Pkte                      | Aufn.                     | GD                        | BED                       | HS                        |
| ------------------------- | ------------------------- | ------------------------- | ------------------------- | ------------------------- | ------------------------- | ------------------------- | ------------------------- | ------------------------- |
| 1                         | Hermann Onderka           | 4:0                       | 4:1                       | 334                       | 31                        | 10,77                     | 25,00                     | ?                         |
| 2                         | Armin Grimm               | 0:4                       | 1:4                       | 140                       | 29                        | 4,82                      | –                         | 25                        |

| Abschlusstabelle Gruppe G | Abschlusstabelle Gruppe G | Abschlusstabelle Gruppe G | Abschlusstabelle Gruppe G | Abschlusstabelle Gruppe G | Abschlusstabelle Gruppe G | Abschlusstabelle Gruppe G | Abschlusstabelle Gruppe G | Abschlusstabelle Gruppe G |
| Platz                     | Name                      | MP                        | SP                        | Pkte                      | Aufn.                     | GD                        | BED                       | HS                        |
| ------------------------- | ------------------------- | ------------------------- | ------------------------- | ------------------------- | ------------------------- | ------------------------- | ------------------------- | ------------------------- |
| 1                         | Marc Daudignac            | 4:0                       | 4:0                       | 300                       | 25                        | 12,00                     | 16,66                     | ?                         |
| 2                         | Tejslund Tafdrup          | 0:4                       | 0:4                       | 83                        | 23                        | 3,60                      | –                         | 13                        |

| Abschlusstabelle Gruppe H | Abschlusstabelle Gruppe H | Abschlusstabelle Gruppe H | Abschlusstabelle Gruppe H | Abschlusstabelle Gruppe H | Abschlusstabelle Gruppe H | Abschlusstabelle Gruppe H | Abschlusstabelle Gruppe H | Abschlusstabelle Gruppe H |
| Platz                     | Name                      | MP                        | SP                        | Pkte                      | Aufn.                     | GD                        | BED                       | HS                        |
| ------------------------- | ------------------------- | ------------------------- | ------------------------- | ------------------------- | ------------------------- | ------------------------- | ------------------------- | ------------------------- |
| 1                         | Pierre Caubet             | 4:0                       | 4:0                       | 300                       | 49                        | 6,12                      | 6,52                      | ?                         |
| 2                         | Thomas Schioler           | 0:4                       | 0:4                       | 195                       | 47                        | 4,14                      | –                         | 43                        |

| Abschlusstabelle Gruppe I | Abschlusstabelle Gruppe I | Abschlusstabelle Gruppe I | Abschlusstabelle Gruppe I | Abschlusstabelle Gruppe I | Abschlusstabelle Gruppe I | Abschlusstabelle Gruppe I | Abschlusstabelle Gruppe I | Abschlusstabelle Gruppe I |
| Platz                     | Name                      | MP                        | SP                        | Pkte                      | Aufn.                     | GD                        | BED                       | HS                        |
| ------------------------- | ------------------------- | ------------------------- | ------------------------- | ------------------------- | ------------------------- | ------------------------- | ------------------------- | ------------------------- |
| 1                         | Daniel Nielsen            | 2:2                       | 3:2                       | 249                       | 31                        | 8,03                      | 15,00                     | ?                         |
| 2                         | José Albert-Vidal         | 2:2                       | 2:3                       | 246                       | 30                        | 8,20                      | 8,80                      | 33                        |

### Haupt-Qualifikation
| Abschlusstabelle Gruppe A | Abschlusstabelle Gruppe A | Abschlusstabelle Gruppe A | Abschlusstabelle Gruppe A | Abschlusstabelle Gruppe A | Abschlusstabelle Gruppe A | Abschlusstabelle Gruppe A | Abschlusstabelle Gruppe A | Abschlusstabelle Gruppe A |
| Platz                     | Name                      | MP                        | SP                        | Pkte                      | Aufn.                     | GD                        | BED                       | HS                        |
| ------------------------- | ------------------------- | ------------------------- | ------------------------- | ------------------------- | ------------------------- | ------------------------- | ------------------------- | ------------------------- |
| 1                         | Peter de Backer           | 4:0                       | 4,5:0,5                   | 375                       | 12                        | 31,25                     | 37,50                     | 75                        |
| 2                         | Raimund Knoors            | 2:2                       | 2,5:2,5                   | 243                       | 7                         | 34,71                     | 50,00                     | 75                        |
| 3                         | Hans Klok                 | 0:4                       | 0:4                       | 64                        | 7                         | 9,14                      | –                         | 33                        |

| Abschlusstabelle Gruppe B | Abschlusstabelle Gruppe B | Abschlusstabelle Gruppe B | Abschlusstabelle Gruppe B | Abschlusstabelle Gruppe B | Abschlusstabelle Gruppe B | Abschlusstabelle Gruppe B | Abschlusstabelle Gruppe B | Abschlusstabelle Gruppe B |
| Platz                     | Name                      | MP                        | SP                        | Pkte                      | Aufn.                     | GD                        | BED                       | HS                        |
| ------------------------- | ------------------------- | ------------------------- | ------------------------- | ------------------------- | ------------------------- | ------------------------- | ------------------------- | ------------------------- |
| 1                         | Jean Paul de Bruijn       | 4:0                       | 4:0                       | 300                       | 10                        | 30,00                     | 37,50                     | 75                        |
| 2                         | Marc Daudignac            | 2:2                       | 2:2                       | 183                       | 23                        | 7,95                      | 8,82                      | 53                        |
| 3                         | Karl Kleedorfer           | 0:4                       | 0:4                       | 72                        | 19                        | 3,78                      | –                         | 25                        |

| Abschlusstabelle Gruppe C | Abschlusstabelle Gruppe C | Abschlusstabelle Gruppe C | Abschlusstabelle Gruppe C | Abschlusstabelle Gruppe C | Abschlusstabelle Gruppe C | Abschlusstabelle Gruppe C | Abschlusstabelle Gruppe C | Abschlusstabelle Gruppe C |
| Platz                     | Name                      | MP                        | SP                        | Pkte                      | Aufn.                     | GD                        | BED                       | HS                        |
| ------------------------- | ------------------------- | ------------------------- | ------------------------- | ------------------------- | ------------------------- | ------------------------- | ------------------------- | ------------------------- |
| 1                         | Fonsy Grethen             | 4:0                       | 4:1                       | 344                       | 12                        | 28,66                     | 30,00                     | ?                         |
| 2                         | Simon Dallenbach          | 2:2                       | 2:3                       | 169                       | 14                        | 12,07                     | 15,50                     | 68                        |
| 3                         | Axel Büscher              | 0:4                       | 2:4                       | 248                       | 15                        | 16,53                     | –                         | 75                        |

| Abschlusstabelle Gruppe D | Abschlusstabelle Gruppe D | Abschlusstabelle Gruppe D | Abschlusstabelle Gruppe D | Abschlusstabelle Gruppe D | Abschlusstabelle Gruppe D | Abschlusstabelle Gruppe D | Abschlusstabelle Gruppe D | Abschlusstabelle Gruppe D |
| Platz                     | Name                      | MP                        | SP                        | Pkte                      | Aufn.                     | GD                        | BED                       | HS                        |
| ------------------------- | ------------------------- | ------------------------- | ------------------------- | ------------------------- | ------------------------- | ------------------------- | ------------------------- | ------------------------- |
| 1                         | Rafael Garcia             | 4:0                       | 4:0                       | 300                       | 6                         | 50,00                     | 75,00                     | 75                        |
| 2                         | Marek Faus                | 2:2                       | 2:2                       | 151                       | 10                        | 15,10                     | 18,75                     | 33                        |
| 3                         | Udo Mielke                | 0:4                       | 0:4                       | 61                        | 10                        | 6,10                      | –                         | 24                        |

| Abschlusstabelle Gruppe E | Abschlusstabelle Gruppe E | Abschlusstabelle Gruppe E | Abschlusstabelle Gruppe E | Abschlusstabelle Gruppe E | Abschlusstabelle Gruppe E | Abschlusstabelle Gruppe E | Abschlusstabelle Gruppe E | Abschlusstabelle Gruppe E |
| Platz                     | Name                      | MP                        | SP                        | Pkte                      | Aufn.                     | GD                        | BED                       | HS                        |
| ------------------------- | ------------------------- | ------------------------- | ------------------------- | ------------------------- | ------------------------- | ------------------------- | ------------------------- | ------------------------- |
| 1                         | Patrick Niessen           | 4:0                       | 4:1                       | 302                       | 12                        | 25,16                     | 25,33                     | 75                        |
| 2                         | Arnim Kahofer             | 2:2                       | 3:2                       | 236                       | 18                        | 13,11                     | 13,63                     | ?                         |
| 3                         | Pierre Caubet             | 0:4                       | 0:4                       | 96                        | 15                        | 6,40                      | –                         | 28                        |

| Abschlusstabelle Gruppe F | Abschlusstabelle Gruppe F | Abschlusstabelle Gruppe F | Abschlusstabelle Gruppe F | Abschlusstabelle Gruppe F | Abschlusstabelle Gruppe F | Abschlusstabelle Gruppe F | Abschlusstabelle Gruppe F | Abschlusstabelle Gruppe F |
| Platz                     | Name                      | MP                        | SP                        | Pkte                      | Aufn.                     | GD                        | BED                       | HS                        |
| ------------------------- | ------------------------- | ------------------------- | ------------------------- | ------------------------- | ------------------------- | ------------------------- | ------------------------- | ------------------------- |
| 1                         | Michel van Silfhout       | 2:2                       | 2:2                       | 223                       | 9                         | 24,77                     | 37,50                     | 75                        |
| 2                         | Francesco Fortiana        | 2:2                       | 2:2                       | 232                       | 13                        | 17,84                     | 25,00                     | 65                        |
| 3                         | Gerome Galerne            | 2:2                       | 2:2                       | 181                       | 11                        | 16,45                     | 18,75                     | 40                        |

| Abschlusstabelle Gruppe G | Abschlusstabelle Gruppe G | Abschlusstabelle Gruppe G | Abschlusstabelle Gruppe G | Abschlusstabelle Gruppe G | Abschlusstabelle Gruppe G | Abschlusstabelle Gruppe G | Abschlusstabelle Gruppe G | Abschlusstabelle Gruppe G |
| Platz                     | Name                      | MP                        | SP                        | Pkte                      | Aufn.                     | GD                        | BED                       | HS                        |
| ------------------------- | ------------------------- | ------------------------- | ------------------------- | ------------------------- | ------------------------- | ------------------------- | ------------------------- | ------------------------- |
| 1                         | Michael Hikl              | 4:0                       | 4:0                       | 300                       | 17                        | 17,64                     | 25,00                     | 75                        |
| 2                         | Hermann Onderka           | 2:2                       | 2:2                       | 267                       | 16                        | 16,68                     | 25,00                     | 71                        |
| 3                         | Ad Klijn                  | 0:4                       | 0:4                       | 79                        | 10                        | 7,90                      | –                         | 32                        |

| Abschlusstabelle Gruppe H | Abschlusstabelle Gruppe H | Abschlusstabelle Gruppe H | Abschlusstabelle Gruppe H | Abschlusstabelle Gruppe H | Abschlusstabelle Gruppe H | Abschlusstabelle Gruppe H | Abschlusstabelle Gruppe H | Abschlusstabelle Gruppe H |
| Platz                     | Name                      | MP                        | SP                        | Pkte                      | Aufn.                     | GD                        | BED                       | HS                        |
| ------------------------- | ------------------------- | ------------------------- | ------------------------- | ------------------------- | ------------------------- | ------------------------- | ------------------------- | ------------------------- |
| 1                         | Xavier Gretillat          | 4:0                       | 4:0                       | 300                       | 13                        | 23,07                     | 25,00                     | ?                         |
| 2                         | Eric Castaner             | 2:2                       | 2:2                       | 188                       | 20                        | 9,40                      | 10,00                     | 30                        |
| 3                         | Carlos Tuset              | 0:4                       | 0:4                       | 158                       | 20                        | 7,90                      | –                         | 37                        |

| Abschlusstabelle Gruppe I | Abschlusstabelle Gruppe I | Abschlusstabelle Gruppe I | Abschlusstabelle Gruppe I | Abschlusstabelle Gruppe I | Abschlusstabelle Gruppe I | Abschlusstabelle Gruppe I | Abschlusstabelle Gruppe I | Abschlusstabelle Gruppe I |
| Platz                     | Name                      | MP                        | SP                        | Pkte                      | Aufn.                     | GD                        | BED                       | HS                        |
| ------------------------- | ------------------------- | ------------------------- | ------------------------- | ------------------------- | ------------------------- | ------------------------- | ------------------------- | ------------------------- |
| 1                         | Xavier Carrer             | 4:0                       | 4:2                       | 401                       | 32                        | 12,53                     | 34,00                     | 75                        |
| 2                         | Michael Mikkelsen         | 2:2                       | 3:3                       | 255                       | 17                        | 15,00                     | 15,90                     | 72                        |
| 3                         | Daniel Nielsen            | 0:4                       | 2:4                       | 307                       | 37                        | 8,29                      | –                         | 41                        |

## Hauptturnier

### Gruppenphase
| Abschlusstabelle Gruppe A | Abschlusstabelle Gruppe A | Abschlusstabelle Gruppe A | Abschlusstabelle Gruppe A | Abschlusstabelle Gruppe A | Abschlusstabelle Gruppe A | Abschlusstabelle Gruppe A | Abschlusstabelle Gruppe A | Abschlusstabelle Gruppe A | Abschlusstabelle Gruppe A |
| Platz                     | Name                      | MP                        | SP                        | Pkt.                      | Aufn.                     | GD                        | BED                       | BSD                       | HS                        |
| ------------------------- | ------------------------- | ------------------------- | ------------------------- | ------------------------- | ------------------------- | ------------------------- | ------------------------- | ------------------------- | ------------------------- |
| 1                         | Rafael Garcia             | 6:0                       | 12:2                      | 642                       | 12                        | 53,50                     | 066,66                    | 100,00                    | 100                       |
| 2                         | Stephan Horvath           | 4:2                       | 10:4                      | 629                       | 14                        | 44,92                     | 050,00                    | 100,00                    | 100                       |
| 3                         | Brahim Djoubri            | 2:4                       | 4:10                      | 420                       | 12                        | 35,00                     | 058,20                    | 50,00                     | 96                        |
| 4                         | Arnim Kahofer             | 0:6                       | 2:12                      | 354                       | 10                        | 35,40                     | –                         | 50,00                     | 100                       |

| Abschlusstabelle Gruppe B | Abschlusstabelle Gruppe B | Abschlusstabelle Gruppe B | Abschlusstabelle Gruppe B | Abschlusstabelle Gruppe B | Abschlusstabelle Gruppe B | Abschlusstabelle Gruppe B | Abschlusstabelle Gruppe B | Abschlusstabelle Gruppe B | Abschlusstabelle Gruppe B |
| Platz                     | Name                      | MP                        | SP                        | Pkt.                      | Aufn.                     | GD                        | BED                       | BSD                       | HS                        |
| ------------------------- | ------------------------- | ------------------------- | ------------------------- | ------------------------- | ------------------------- | ------------------------- | ------------------------- | ------------------------- | ------------------------- |
| 1                         | Martin Horn               | 6:0                       | 12:4                      | 690                       | 15                        | 46,00                     | 066,66                    | 100,00                    | 100                       |
| 2                         | Michel van Silfhout       | 4:2                       | 10:6                      | 646                       | 24                        | 26,91                     | 033,57                    | 100,00                    | 100                       |
| 3                         | Philippe Deraes           | 2:4                       | 4:10                      | 403                       | 25                        | 16,12                     | 020,16                    | 33,33                     | 71                        |
| 4                         | Xavier Gretillat          | 0:6                       | 6:12                      | 567                       | 20                        | 28,35                     | –                         | 100,00                    | 100                       |

| Abschlusstabelle Gruppe C | Abschlusstabelle Gruppe C | Abschlusstabelle Gruppe C | Abschlusstabelle Gruppe C | Abschlusstabelle Gruppe C | Abschlusstabelle Gruppe C | Abschlusstabelle Gruppe C | Abschlusstabelle Gruppe C | Abschlusstabelle Gruppe C | Abschlusstabelle Gruppe C |
| Platz                     | Name                      | MP                        | SP                        | Pkt.                      | Aufn.                     | GD                        | BED                       | BSD                       | HS                        |
| ------------------------- | ------------------------- | ------------------------- | ------------------------- | ------------------------- | ------------------------- | ------------------------- | ------------------------- | ------------------------- | ------------------------- |
| 1                         | Peter de Backer           | 4:2                       | 10:4                      | 510                       | 14                        | 36,42                     | 066,66                    | 100,00                    | 100                       |
| 2                         | Michael Hikl              | 4:2                       | 8:4                       | 470                       | 10                        | 47,00                     | 100,00                    | 100,00                    | 100                       |
| 3                         | Wolfgang Zenkner          | 4:2                       | 8:6                       | 571                       | 14                        | 40,78                     | 050,00                    | 100,00                    | 100                       |
| 4                         | Xavier Carrer             | 0:6                       | 0:12                      | 265                       | 10                        | 26,50                     | –                         | –                         | 72                        |

| Abschlusstabelle Gruppe D | Abschlusstabelle Gruppe D | Abschlusstabelle Gruppe D | Abschlusstabelle Gruppe D | Abschlusstabelle Gruppe D | Abschlusstabelle Gruppe D | Abschlusstabelle Gruppe D | Abschlusstabelle Gruppe D | Abschlusstabelle Gruppe D | Abschlusstabelle Gruppe D |
| Platz                     | Name                      | MP                        | SP                        | Pkt.                      | Aufn.                     | GD                        | BED                       | BSD                       | HS                        |
| ------------------------- | ------------------------- | ------------------------- | ------------------------- | ------------------------- | ------------------------- | ------------------------- | ------------------------- | ------------------------- | ------------------------- |
| 1                         | Marc Massé                | 4:2                       | 11:5                      | 681                       | 18                        | 37,83                     | 050,00                    | 100,00                    | 100                       |
| 2                         | Fonsy Grethen             | 4:2                       | 10:6                      | 699                       | 16                        | 43,68                     | 066,66                    | 100,00                    | 100                       |
| 3                         | Jean Paul de Bruijn       | 4:2                       | 9:7                       | 647                       | 22                        | 29,40                     | 028,57                    | 100,00                    | 100                       |
| 4                         | Patrick Niessen           | 0:6                       | 0:12                      | 132                       | 13                        | 10,15                     | –                         | –                         | 81                        |

### KO-Phase
|  | Viertelfinale 2 GS à 100 Punkte | Viertelfinale 2 GS à 100 Punkte | Viertelfinale 2 GS à 100 Punkte | Viertelfinale 2 GS à 100 Punkte | Viertelfinale 2 GS à 100 Punkte | Viertelfinale 2 GS à 100 Punkte |                     |                 | Halbfinale 2 GS à 100 Punkte | Halbfinale 2 GS à 100 Punkte | Halbfinale 2 GS à 100 Punkte | Halbfinale 2 GS à 100 Punkte | Halbfinale 2 GS à 100 Punkte | Halbfinale 2 GS à 100 Punkte |    |      | Finale 2 GS à 100 Punkte | Finale 2 GS à 100 Punkte | Finale 2 GS à 100 Punkte | Finale 2 GS à 100 Punkte | Finale 2 GS à 100 Punkte | Finale 2 GS à 100 Punkte |
|  |                                 |                                 |                                 |                                 |                                 |                                 |                     |                 |                              |                              |                              |                              |                              |                              |    |      |                          |                          |                          |                          |                          |                          |
|  |                                 | MP                              | SP                              | Pkt.                            | Aufn.                           | GD                              |                     |                 |                              |                              |                              |                              |                              |                              |    |      |                          |                          |                          |                          |                          |                          |
|  |                                 | MP                              | SP                              | Pkt.                            | Aufn.                           | GD                              |                     |                 |                              |                              |                              |                              |                              |                              |    |      |                          |                          |                          |                          |                          |                          |
|  | Rafael Garcia                   | 0                               | 0                               | 167                             | 6                               | 27,83                           |                     |                 |                              |                              |                              |                              |                              |                              |    |      |                          |                          |                          |                          |                          |                          |
|  | Rafael Garcia                   | 0                               | 0                               | 167                             | 6                               | 27,83                           |                     | MP              | SP                           | Pkt.                         | Aufn.                        | GD                           |                              |                              |    |      |                          |                          |                          |                          |                          |                          |
|  | Michel van Silfhout             | 2                               | 4                               | 200                             | 7                               | 28,57                           |                     | MP              | SP                           | Pkt.                         | Aufn.                        | GD                           |                              |                              |    |      |                          |                          |                          |                          |                          |                          |
|  | Michel van Silfhout             | 2                               | 4                               | 200                             | 7                               | 28,57                           | Michel van Silfhout | 0               | 0                            | 72                           | 6                            | 12,00                        |                              |                              |    |      |                          |                          |                          |                          |                          |                          |
|  |                                 | MP                              | SP                              | Pkt.                            | Aufn.                           | GD                              | Michel van Silfhout | 0               | 0                            | 72                           | 6                            | 12,00                        |                              |                              |    |      |                          |                          |                          |                          |                          |                          |
|  |                                 | MP                              | SP                              | Pkt.                            | Aufn.                           | GD                              |                     | Martin Horn     | 2                            | 4                            | 200                          | 6                            | 33,33                        |                              |    |      |                          |                          |                          |                          |                          |                          |
|  | Fonsy Grethen                   | 0                               | 1                               | 165                             | 4                               | 41,25                           |                     | Martin Horn     | 2                            | 4                            | 200                          | 6                            | 33,33                        |                              |    |      |                          |                          |                          |                          |                          |                          |
|  | Fonsy Grethen                   | 0                               | 1                               | 165                             | 4                               | 41,25                           |                     |                 |                              |                              |                              |                              |                              | MP                           | SP | Pkt. | Aufn.                    | GD                       |                          |                          |                          |                          |
|  | Martin Horn                     | 2                               | 5                               | 300                             | 5                               | 60,00                           |                     |                 |                              |                              |                              |                              |                              | MP                           | SP | Pkt. | Aufn.                    | GD                       |                          |                          |                          |                          |
|  | Martin Horn                     | 2                               | 5                               | 300                             | 5                               | 60,00                           | Martin Horn         | 0               | 2                            | 159                          | 5                            | 31,80                        |                              |                              |    |      |                          |                          |                          |                          |                          |                          |
|  |                                 | MP                              | SP                              | Pkt.                            | Aufn.                           | GD                              | Martin Horn         | 0               | 2                            | 159                          | 5                            | 31,80                        |                              |                              |    |      |                          |                          |                          |                          |                          |                          |
|  |                                 | MP                              | SP                              | Pkt.                            | Aufn.                           | GD                              |                     | Stephan Horvath | 2                            | 4                            | 209                          | 6                            | 34,83                        |                              |    |      |                          |                          |                          |                          |                          |                          |
|  | Peter de Backer                 | 2                               | 4                               | 200                             | 2                               | 100,00                          |                     | Stephan Horvath | 2                            | 4                            | 209                          | 6                            | 34,83                        |                              |    |      |                          |                          |                          |                          |                          |                          |
|  | Peter de Backer                 | 2                               | 4                               | 200                             | 2                               | 100,00                          |                     | MP              | SP                           | Pkt.                         | Aufn.                        | GD                           |                              |                              |    |      |                          |                          |                          |                          |                          |                          |
|  | Michael Hikl                    | 0                               | 0                               | 31                              | 2                               | 15,50                           |                     | MP              | SP                           | Pkt.                         | Aufn.                        | GD                           |                              |                              |    |      |                          |                          |                          |                          |                          |                          |
|  | Michael Hikl                    | 0                               | 0                               | 31                              | 2                               | 15,50                           | Peter de Backer     | 0               | 2                            | 112                          | 4                            | 28,00                        |                              |                              |    |      |                          |                          |                          |                          |                          |                          |
|  |                                 | MP                              | SP                              | Pkt.                            | Aufn.                           | GD                              | Peter de Backer     | 0               | 2                            | 112                          | 4                            | 28,00                        |                              |                              |    |      |                          |                          |                          |                          |                          |                          |
|  |                                 | MP                              | SP                              | Pkt.                            | Aufn.                           | GD                              |                     | Stephan Horvath | 2                            | 4                            | 207                          | 3                            | 69,00                        |                              |    |      |                          |                          |                          |                          |                          |                          |
|  | Marc Massé                      | 0                               | 3                               | 256                             | 3                               | 85,33                           |                     | Stephan Horvath | 2                            | 4                            | 207                          | 3                            | 69,00                        |                              |    |      |                          |                          |                          |                          |                          |                          |
|  | Marc Massé                      | 0                               | 3                               | 256                             | 3                               | 85,33                           |                     |                 |                              |                              |                              |                              |                              |                              |    |      |                          |                          |                          |                          |                          |                          |
|  | Stephan Horvath                 | 2                               | 5                               | 384                             | 5                               | 76,80                           |                     |                 |                              |                              |                              |                              |                              |                              |    |      |                          |                          |                          |                          |                          |                          |
|  | Stephan Horvath                 | 2                               | 5                               | 384                             | 5                               | 76,80                           |                     |                 |                              |                              |                              |                              |                              |                              |    |      |                          |                          |                          |                          |                          |                          |

## Abschlusstabelle
| MP    | Match Points (Sieger = 2; Unentschieden = 1; Verlierer = 0) |
| Pkte. | Erzielte Karambolagen                                       |
| Aufn. | Benötigte Versuche                                          |
| GD    | Generaldurchschnitt                                         |
| BED   | Bester Einzeldurchschnitt eines Spielers                    |
| HS    | Höchstserie                                                 |
|       | Bester GD des Turniers                                      |
|       | Bester ED des Turniers                                      |
|       | Beste HS des Turniers                                       |
|       | 1. Platz (Gold)                                             |
|       | 2. Platz (Silber)                                           |
|       | 3. Platz (Bronze)                                           |

| Phase                                | Platz | Name                | MP   | SP    | Pkt. | Aufn. | GD    | BED    | BSD    | HS  |
| ------------------------------------ | ----- | ------------------- | ---- | ----- | ---- | ----- | ----- | ------ | ------ | --- |
| Finale                               | 1     | Stephan Horvath     | 10:2 | 23:11 | 1429 | 28    | 51,03 | 76,80  | 100,00 | 100 |
| Finale                               | 2     | Martin Horn         | 10:2 | 23:9  | 1349 | 31    | 43,51 | 66,66  | 100,00 | 100 |
| Halb- finale                         | 3     | Peter de Backer     | 6:4  | 16:8  | 822  | 20    | 41,10 | 100,00 | 100,00 | 100 |
| Halb- finale                         | 3     | Michel van Silfhout | 6:4  | 14:10 | 918  | 37    | 24,81 | 33,57  | 100,00 | 100 |
| Viertel- finale                      | 5     | Rafael Garcia       | 6:2  | 12:6  | 809  | 18    | 44,94 | 66,66  | 100,00 | 100 |
| Viertel- finale                      | 6     | Marc Massé          | 4:4  | 14:10 | 937  | 21    | 44,61 | 50,00  | 100,00 | 100 |
| Viertel- finale                      | 7     | Fonsy Grethen       | 4:4  | 11:11 | 864  | 20    | 43,20 | 66,66  | 100,00 | 100 |
| Viertel- finale                      | 8     | Michael Hikl        | 4:4  | 8:8   | 501  | 12    | 41,75 | 100,00 | 100,00 | 100 |
| Gruppen- phase 3.                    | 9     | Wolfgang Zenkner    | 4:2  | 8:6   | 571  | 14    | 40,78 | 50,00  | 100,00 | 100 |
| Gruppen- phase 3.                    | 10    | Jean Paul de Bruijn | 4:2  | 9:7   | 647  | 22    | 29,40 | 28,57  | 100,00 | 100 |
| Gruppen- phase 3.                    | 11    | Brahim Djoubri      | 2:4  | 4:10  | 420  | 12    | 35,00 | 58,20  | 50,00  | 96  |
| Gruppen- phase 3.                    | 12    | Philippe Deraes     | 2:4  | 4:10  | 403  | 25    | 16,12 | 20,16  | 33,33  | 71  |
| Gruppen- phase 4.                    | 13    | Xavier Gretillat    | 0:6  | 6:12  | 567  | 20    | 28,35 | –      | 100,00 | 100 |
| Gruppen- phase 4.                    | 14    | Arnim Kahofer       | 0:6  | 2: 12 | 354  | 10    | 35,40 | –      | 50,00  | 100 |
| Gruppen- phase 4.                    | 15    | Xavier Carrer       | 0:6  | 0:12  | 265  | 10    | 26,50 | –      | –      | 72  |
| Gruppen- phase 4.                    | 16    | Patrick Niessen     | 0:6  | 0:12  | 132  | 13    | 10,15 | –      | –      | 81  |
| Turnierdurchschnitt: Endrunde: 35,10 |       |                     |      |       |      |       |       |        |        |     |